# Reginald VelJohnson
Reginald VelJohnson (Queens, Nueva York, 16 de agosto de 1952) es un actor estadounidense, conocido principalmente por sus papeles como oficial de policía en diversas series de televisión y películas.

## Biografía
Hijo de una enfermera y un asistente sanitario, su primera experiencia interpretativa se remonta a 1978 cuando actúa de extra en la película The Deer Hunter, junto a Christopher Walken. Posteriormente, su trayectoria profesional le ha llevado a la curiosa circunstancia de interpretar sistemáticamente policías y agentes de la ley. Así, en Ghostbusters (1984) tenía un pequeño papel como funcionario de prisiones. También aparece en la popular  Cocodrilo Dundee, en la piel de un conductor de limusinas.
Sin embargo, su carrera comienza a destacar cuando consigue el papel del Sargento Al Powell en el que fuera uno de los títulos más taquilleros de 1988: Die Hard, que co-protagoniza con Bruce Willis, repitiendo personaje en la secuela de 1990 Die Hard 2.
El papel que consagró su popularidad se lo debe, sin embargo, a la pequeña pantalla. Se trata del personaje de Carl Winslow, el cabeza de familia de la serie Cosas de casa, que se emitió entre 1989 y 1998.
En 1989 salió en la película Socios y sabuesos junto con Tom Hanks.
Tras nueve años en la serie, además de realizar apariciones episódicas en numerosas series de televisión, se ha dedicado sobre todo al mundo del teatro. Así en 2004 estrenó la obra de teatro She all Dat!, en Nueva York. 
También aparece en un capítulo de la serie Bones, de la cadena Fox.
En 2006 aparece en el capítulo 11 de la segunda temporada de la serie Chuck, interpretando también a un policía.
Finalmente, en 2002 retomó su papel de Al Powell en la versión de Gamecube Die Hard: Vendetta.
En 2010 grabó la serie I'm in the Band como el director Strikland.
Actualmente actúa en la serie Doctora en Alabama interpretando a Dash DeWitt.

## Filmografía

### Cine
| Año  | Película         | Personaje              | Observaciones                        |
| ---- | ---------------- | ---------------------- | ------------------------------------ |
| 1981 | Wolfen           | Ayudante de la morgue  | acreditado como Reginald Vel Johnson |
| 1984 | Ghostbusters     | Corrections Officer    | acreditado como Reggie Vel Johnson   |
| 1988 | Die Hard         | Sargento Al Powell     |                                      |
| 1986 | Cocodrilo Dundee | Gus                    |                                      |
| 1989 | Turner & Hooch   | Detective David Sutton |                                      |
| 1990 | Die Hard 2       | Sargento Al Powell     |                                      |
| 2000 | Punto cero       | Burt Green             |                                      |
| 2002 | Like Mike        | Mr. Boyd               |                                      |
| 2010 | You Again        | Mason Dunlevy          |                                      |

### Televisión
| Año       | Título                                                        | Personaje             | Observaciones          |
| --------- | ------------------------------------------------------------- | --------------------- | ---------------------- |
| 1994      | One of Her Own                                                | Detective Bob Hymes   | Película de televisión |
| 1989-1998 | Family Matters                                                | Carl Winslow          |                        |
| 2009      | Chuck (serie de televisión)                                   | Sgt. Al Powell        | T2. E11                |
| 2011-2015 | Hart of Dixie                                                 | Dash DeWitt           |                        |
| 2015      | The Flight Before Christmas (TV) (Unidos por el destino (TV)) |                       |                        |
| 2016      | It's Always Sunny in Philadelphia                             | Juez Melvoy           | 1 episodio             |
| 2016      | Hitting the Breaks                                            | Chauncey Van Delaware |                        |
| 2017      | Penn Zero: Part-Time Hero                                     | Mr. Flannigan         | voz                    |
| 2018      | Brooklyn Nine-Nine                                            | Él mismo              |                        |
| 2018      | 3Below: Tales of Arcadia                                      | Jerry                 | voz                    |